# René de Girardin
René Louis de Girardin (25 de febrero de 1735-1808), marqués de Vauvray, fue último alumno de Jean-Jacques Rousseau, cuyo pensamiento le influyó mucho. Creó el primer jardín paisajista francés en Ermenonville y escribió el libro De la composición des paysages (1777), que tuvo gran influencia en el estilo del jardín paisajista francés moderno.
Girardin era descendiente de la antigua familia florentina Gherardini. En 1762 heredó el título de Marqués de Vauvray y la fortuna de su madre (ella era la hija de René Hatte, el principal recaudador de impuestos para Luis XV). Las sucesiones incluidos 300.000 libras y las 800 hectáreas (2.000 acres) de bienes de Ermenonville. Sus propiedades le trajo un ingreso de alrededor de 100.000 libras al año.

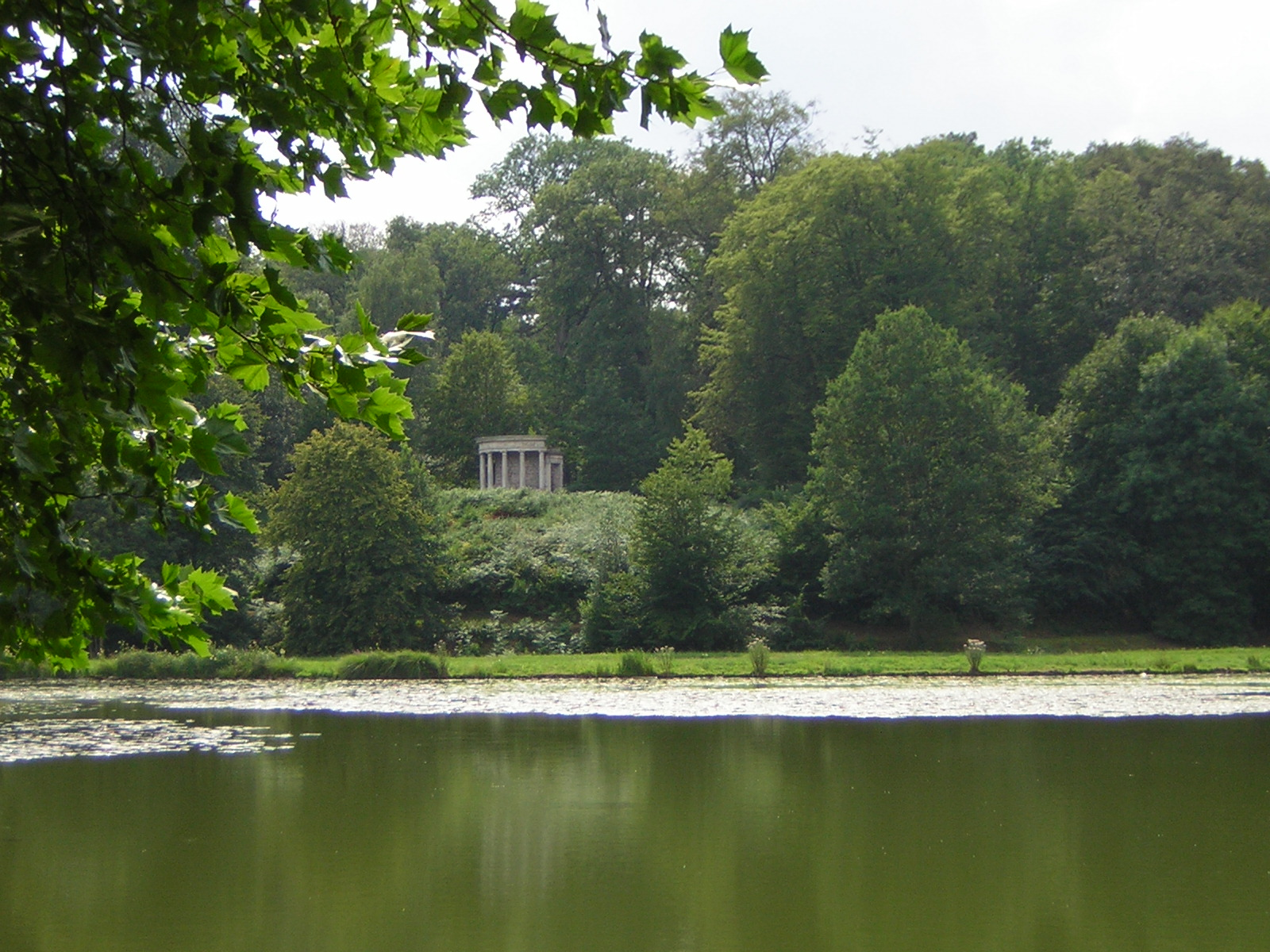
Su jardín de Ermenonville, creado en 1764 - 1776

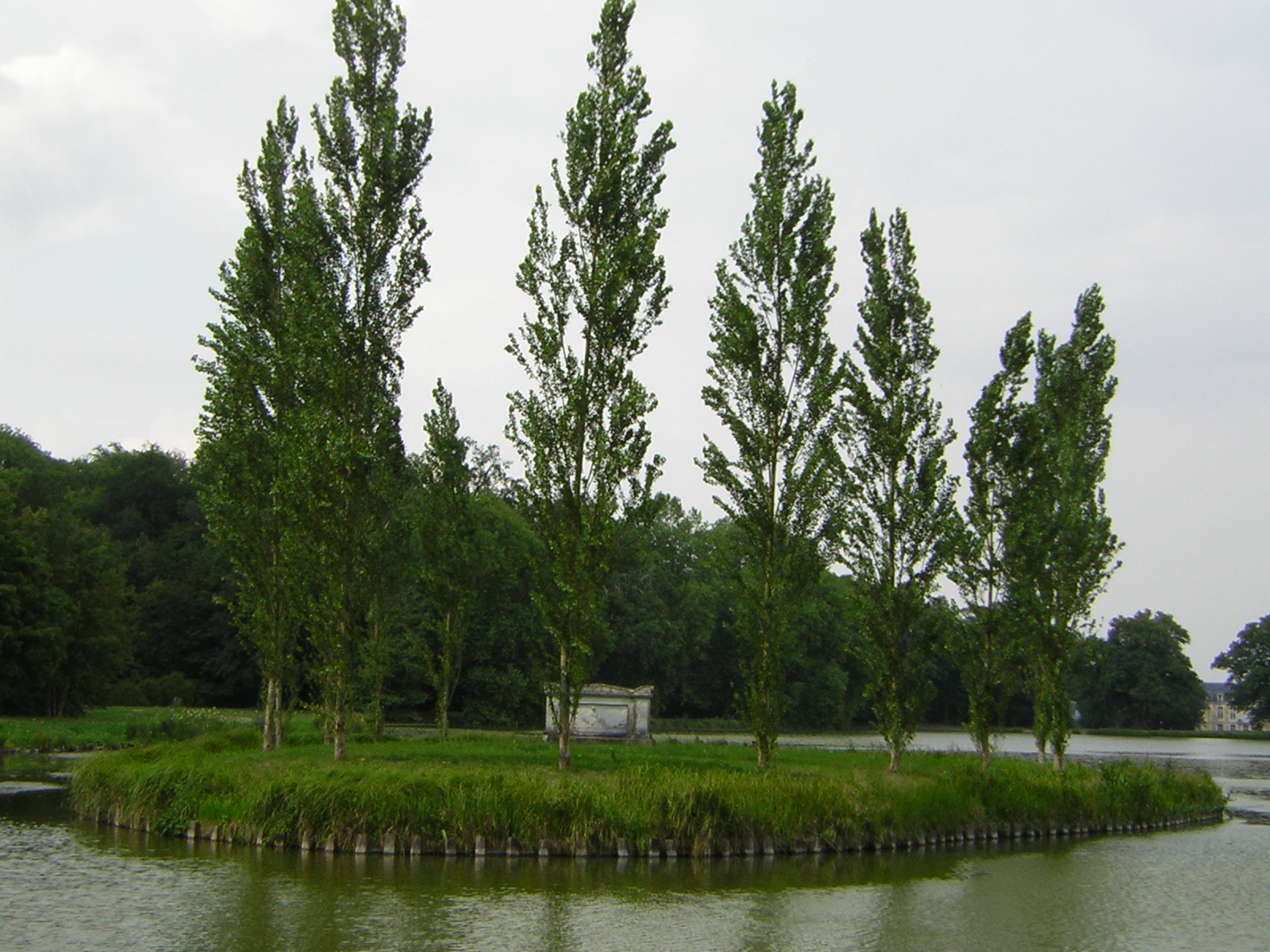
Tumba de Jean Jacques Rousseau en Ermenonville

Girardin se convirtió en un oficial del ejército de Luis XV y sirvió hasta el final de la Guerra de Siete Años. Luego dejó el ejército y fue a Lunéville, donde se unió a la corte polaca de Estanislao I Leszczynski.
En 1761 se casó con Cécile Brigitte Adelaide Berthelot, hija del mariscal de campo y de la armada de Lorena. Tuvieron cuatro hijos y dos hijas. El hijo mayor, Cécile Stanislas-Xavier (nacido en 1762), era el ahijado del rey Estanislao y se convirtió en una importante figura política durante la Revolución Francesa y miembro de la Asamblea Nacional de Francia desde 1791 hasta 1792.
Girardin dejó la corte polaca después de que en el teatro del rey se representó una obra en la cual se ridiculizaban las ideas de Rousseau.  Él viajó durante tres años, visitó Italia, Suiza, Alemania e Inglaterra, donde vio la finca de  Stowe. No le gustó
mucho el actualmente conocido como Stowe Landscape Gardens porque sentía que era contrario a la naturaleza por ser una colección de diferentes estilos. Pero Girardin admiraba el jardín inglés que el poeta William Shenstone, y también teórico de la jardinería, proyectó y es conocido como The Leasowes, el cual fue uno de los primeros jardines plantado según la estética inglesa.

## Jardín en Ermenonville
En 1762 se estableció en Ermenonville y comenzó a diseñar un nuevo jardín para ilustrar sus ideas filosóficas y sociales sobre el lugar del hombre en la naturaleza. El jardín fue establecido a lo largo de un pequeño río, el  Nonette, donde una serie de estanques había sido invadidos por la naturaleza. Fue compuesta para mostrar la naturaleza idealizada, decorado con piezas simbólicas de la arquitectura, como el Templo de la Filosofía. Se dejó sin terminar para mostrar que la búsqueda del conocimiento nunca es completa.
Trajo un centenar de trabajadores de Inglaterra y un jardinero escocés que le ayudaron en el trabajo, y él mismo hizo muchos dibujos de los efectos que quería. Hubert Robert también estuvo en Ermenonville para ayudarle. Robert fue el arquitecto del cenotafio a Rousseau y pese a que cenotafio significa sepulcro vacío, pero en el de Rousseau estuvo su cuerpo, por ello no es un cenotafio. El jardín fue terminado en gran medida en 1776.

## Jean-Jacques Rousseau
Girardin había admirado durante mucho tiempo las obras de Jean-Jacques Rousseau. Educó a sus hijos de acuerdo a los principios de Rousseau, en l'Émile. Visitó a Rousseau en París con su hijo, quien interpretó composiciones de Rousseau sobre la clavecín, mientras que Rousseau cantaba.
En la parte más salvaje del parque, llamadoLe Desierto, comenzó Girardin a construir una casa para Rousseau, siguiendo el modelo del "Elíseo" de Julie en la novela de Rousseau  La nueva Eloísa . Rousseau visitó el jardín de mayo de 1778 y estaba encantado por el proyecto. Se quedó en una pequeña cabaña con techo de paja rodeado de rocas, un ambiente creado por Girardin a partir de la novela de Rousseau. Rousseau se permaneció en la casa hasta su muerte. Girardin hizo una tumba para Rousseau, diseñado por Hubert Robert y esculpida por Jacques-Philippe Le Sueur. La tumba y el jardín se convirtió en un destino de peregrinación para los admiradores de Rousseau, como José II de Austria, el rey Gustavo III de Suecia, el futuro zar Pablo I de Rusia, Benjamin Franklin, Thomas Jefferson,  Danton, Robespierre, Chateaubriand, la reina María Antonieta y Napoleón Bonaparte.
Cuando Rousseau murió, dejó tras de sí en Ermenonville los manuscritos de sus obras más importantes, como Les Confesiones y  Les Rêveries du Promeneur solitario . Girardin y otros dos amigos de Rousseau preparó una edición completa de sus obras, que se publicó en Ginebra entre 1780 y 1782. La nueva edición ha contribuido enormemente a la difusión de las ideas de Rousseau en Francia en los años previos a la Revolución Francesa.

## Revolución Francesa
Girardin había radicalizado sus ideas políticas. Entre 1777 y 1780 presentó una demanda contra Berthier, el último canciller del tesoro del Rey. Llamó a los recaudadores de impuestos reales "los opresores de los campesinos y los creadores de la gangrena del país". Como protesta, en 1787 bloqueó la entrada de su parque de los cazadores nobles, que reclamó el derecho a cazar en cualquier lugar, y poner un gran cartel en una choza junto a la entrada proclamando "El carpintero es dueño de su propia casa". Por esto fue llamado ante el Consejo de Alguaciles de Francia y reprendido, y se fue a Inglaterra y Bélgica para evitar ser arrestados.
Girardin regresó a Francia después de la  Revolución en 1789. Entró en la política defendiendo las ideas de Rousseau y quería una asamblea representativa. Se convirtió en un miembro del partido de  jacobinos en 1790.
Al año siguiente se publicó un folleto que proponía la abolición del Ejército Real, y su sustitución por una milicia ciudadana. Y otro panfleto que todas las leyes deberían ser aprobadas por en sufragio. Él estaba desilusionado por la masacre en el Campo de Marte en París el 17 de julio de 1791, abandonó la política y se trasladó a su hacienda de Ermenonville.
En 1792 Girardin y su esposa fueron objeto de un arresto domiciliario, y sus hijos entraron en prisión, hasta septiembre de 1794. Su palacio y los jardines fueron saqueadas, y las cenizas de Rousseau fueron trasladados desde el jardín de Ermenonville a la Panteón de París. Girardin, desilusionado por el comportamiento de los habitantes de Ermenonville, se retiró a una casa en Vernouillet, donde reeditó  De la composición des paysages en 1805, y creó un pequeño jardín. Murió en 1808.

## Tratado de paisaje jardinería
El manual de Girardin de jardinería, De de la composición des paysages ( Sobre la composición de paisajes) se publicó en 1777 y reeditado en 1805, bajo un seudónimo, René Louis Gerardin. Hacia el final del libro, explicó su punto de vista de la finalidad de jardines:
Del poder de los paisajes sobre nuestros sentidos, y como resultado en nuestra alma .
"La composición de paisajes," escribió, "puede abrir el camino a la renovación de los principios morales de la nación". Él escribió en el último capítulo, "... Si usted quiere alcanzar la verdadera felicidad, siempre debe buscar los medios más simples y los arreglos [en el jardín] más cercanos a los de la naturaleza, porque sólo ellos son verdaderos y tendrá un efecto de larga duración."
Girardin dijo que los jardines deben estar compuesto por una serie de escenas, como las pinturas. Cada una diseñada para ser vista desde un punto de vista diferente y en diferentes momentos del día para lograr un efecto emocional. Algunas escenas que evocan la soledad, otros los placeres de la vida bucólica, otros los ideales de armonía y de la inocencia. Estas escenas se descubrían siguiendo un sinuoso camino por el jardín, con una serie de puntos de vista diferentes y provistos de sorpresas.
El combinó sus ideas de la creación de jardines con los de una nueva organización social rural, donde los campesinos son dueños de sus propias tierras.